# (9765) 1991 XZ
1991 أكس زد (ويعرف أيضًا باسم (9765) 1991 أكس زد وفق تسمية الكوكب الصغير) (بالإنجليزية: 1991 XZ)‏ هو كويكب ضمن حزام الكويكبات؛ وترتيبه 9765 من حيث الاكتشاف.
اكتُشف هذا الجُرم الفلكي بواسطة Minoru Kizawa ‏ في 14 ديسمبر 1991.

## وصلات خارجية
- (9765) 1991 XZ في قاعدة بيانات مختبر الدفع النفاث لأجرام النظام الشمسي الصغيرة

- الاكتشاف · مخطط المدار ·  العناصر المدارية · المعلمات المادية

- (9765) 1991 XZ على موقع ويكي سكاي: DSS2, SDSS, GALEX, IRAS, Hydrogen α, X-Ray, Astrophoto, Sky Map, Articles and images